# Лабин
Лабин (итал. Albona) је град у Хрватској, у Истарској жупанији. Према првим резултатима пописа из 2011. у граду је живело 11.703 становника, а у самом насељу је живело 6.884 становника.

## Географија
Лабин је смештен 5 км од туристичког насеља Рапца смештеног на источној обали Истре. Поред Рапца општини припада и градић Винеж, те неколико мањих села. На брежуљку је смештен Стари Град, а други део града познат је под називом Подлабин.

## Историја
Лабин је настао на месту римског насеља Albona, претпоставља се на темељима градине која датира још из 2. века п. н. е.. Први пут се помиње у 2. веку н. е., у делу античког писца Артемидора из Ефеса.
Од 1295. је под влашћу пазинских грофова, а од 1381. под аквилејским патријархом. Од 1420. до 1797. године је под влашћу Венеције, а потом је припао Аустрији.
Након Првог светског рата Истру је окупирала Италија. Године 1921. избија побуна лабинских рудара против фашистичког режима, те је основана Лабинска република с радничком самоуправом, но након четрдесетак дана угушена је војном интервенцијом.
Велики број Лабињана учествује у Народноослободилачкој борби током Другог светског рата, након чега ови крајеви бивају припојени Југославији.

## Становништво

### Град Лабин
Према последњем попису становништва из 2001. године у граду Лабину живело је 12.426 становника који су живели у 3.572 породична домаћинстава.
Кретање броја становника по пописима 1857—2001.
| година пописа  | 1857. | 1869. | 1880. | 1890. | 1900. | 1910. | 1921. | 1931. | 1948. | 1953. | 1961.  | 1971.  | 1981.  | 1991.  | 2001.  |
| бр. становника | 2.283 | 2.698 | 3.722 | 4.231 | 4.369 | 4.564 | 4.495 | 3.531 | 7.958 | 9.851 | 10.253 | 10.778 | 12.014 | 13.144 | 12.426 |

Напомена:Настао из старе општине Лабин. У 1857., 1869., 1921. и 1931. део података је садржан у општини Раша. У 1921. садржи део података општине Раша. Од 1857. до 1880., 1921. и 1931. део података садржан је у општини Света Недеља.

### Лабин (насељено место)
Према последњем попису становништва из 2001. године у насељеном месту Лабин живело је 7.904 становника, који су живели у 2.279 породична домаћинства.
Кретање броја становника по пописима 1857—2001.
| година пописа  | 1857. | 1869. | 1880. | 1890. | 1900. | 1910. | 1921. | 1931. | 1948. | 1953. | 1961. | 1971. | 1981. | 1991. | 2001. |
| бр. становника | 1.641 | 2.084 | 2.011 | 2.115 | 1.879 | 1.799 | 2.557 | 2.319 | 4.011 | 6.228 | 6.649 | 7.261 | 8.530 | 9.036 | 7.904 |

Напомена:У 1981. повећано припајањем насеља Катуре. Садржи податке за то бивше насеље које је од 1948. до 1971. исказивано као насеље. У 1857., 1869., 1921. и 1931. садржи податке за насеља Капелица и Пресика. У 1857., 1869., 1921. и 1931. део података је садржан у насељима Недешћина и Санталези (оба у општини Света Недеља).

## Попис 1991.
На попису становништва 1991. године, насељено место Лабин је имало 9.036 становника, следећег националног састава:
| Попис 1991.‍   | Попис 1991.‍  | Попис 1991.‍ | Попис 1991.‍ | Попис 1991.‍ |
| ------------- | ------------ | ----------- | ----------- | ----------- |
|               |              |             |             |             |
| Хрвати        | Хрвати       |             | 4.116       | 45,55%      |
| Муслимани     | Муслимани    |             | 914         | 10,11%      |
| Срби          | Срби         |             | 317         | 3,50%       |
| Југословени   | Југословени  |             | 292         | 3,23%       |
| Италијани     | Италијани    |             | 223         | 2,46%       |
| Словенци      | Словенци     |             | 135         | 1,49%       |
| Албанци       | Албанци      |             | 31          | 0,34%       |
| Македонци     | Македонци    |             | 13          | 0,14%       |
| Црногорци     | Црногорци    |             | 11          | 0,12%       |
| Турци         | Турци        |             | 4           | 0,04%       |
| Аустријанци   | Аустријанци  |             | 1           | 0,01%       |
| Бугари        | Бугари       |             | 1           | 0,01%       |
| Мађари        | Мађари       |             | 1           | 0,01%       |
| Немци         | Немци        |             | 1           | 0,01%       |
| Пољаци        | Пољаци       |             | 1           | 0,01%       |
| Словаци       | Словаци      |             | 1           | 0,01%       |
| Чеси          | Чеси         |             | 1           | 0,01%       |
| остали        | остали       |             | 17          | 0,18%       |
| неопредељени  | неопредељени |             | 251         | 2,77%       |
| регион. опр.  | регион. опр. |             | 2.554       | 28,26%      |
| непознато     | непознато    |             | 151         | 1,67%       |
| укупно: 9.036 |              |             |             |             |

## Партнерски градови
- Баја
- Манцано
- Карбонија